# Saint-Jean-de-Rives
Saint-Jean-de-Rives è un comune francese di 397 abitanti situato nel dipartimento del Tarn nella regione dell'Occitania.

## Società

### Evoluzione demografica
Abitanti censiti